# Turistická značená trasa 0639
 Turistická značená trasa 0639 je 2 km dlouhá červeně značená okružní trasa Klubu českých turistů v okrese Frýdek-Místek propojující obec Hukvaldy se stejnojmenným hradem. Trasa se v celé své délce nachází na území obory Hukvaldy a přírodní památky Hradní vrch Hukvaldy. Je sledována naučnou stezkou Hradní vrch.

## Průběh trasy
Turistická trasa má svůj počátek i konec před hlavní bránou hukvaldské obory v blízkosti centra obce Hukvaldy. Rozcestím prochází zeleně značená trasa 4881 z hukvaldského náměstí na Palkovické hůrky a žlutě značená trasa 7852 ze stejného místa do Kopřivnice. Společně s ní prochází trasa 0639 branou obory a po asfaltové komunikaci vede jižním a posléze jihovýchodním směrem k soše lišky Bystroušky, kde souběh končí. Trasa 0639 stoupá stále po asfaltové komunikaci východním a poté severozápadním směrem západním úbočím hradního kopce až do blízkosti hradní brány. Zatímco asfaltová komunikace vstupuje do hradu, trasa prudce klesá lesní pěšinou nejprve severovýchodním a poté západním směrem opět k bráně obory, kde končí.

## Turistické zajímavosti na trase
- Arcibiskupský zámeček v Hukvaldech
- Kostel svatého Maxmiliána v Hukvaldech
- Obora Hukvaldy
- Přírodní památka Hradní vrch Hukvaldy
- Naučná stezka Hradní vrch
- Socha Panny Marie nad oborní branou
- Socha Lišky Bystroušky
- Památné Hukvaldské buky
- Hrad Hukvaldy
- Barokní sloup v severním svahu hradního kopce

## Omezení vstupu
Vstup na trasu je omezen návštěvním řádem hukvaldské obory a to po celý rok od 7.30 hodin do rozmezí 17.00 - 20.30 hodin podle jednotlivých měsíců.